# 로보캅 (2014년 영화)
《로보캅》(RoboCop)은 1987년에 개봉한 액션 영화이다. 《로보캅》 시리즈의 네 번째 영화로 1987년 영화를 리메이크한 리부트 영화이다. 브라질 출신의 조제 파질랴 감독이 연출을 맡았으며, 요엘 킨나만이 주인공 로보캅 역을 연기했다. 이외에 게리 올드먼, 마이클 키턴 등이 출연했다.

## 줄거리
2028년 다국적 복합기업인 옴니코프는 전세계에 사용할 목적으로 미군에 기계로 만든 군인을 공급함으로써 로봇군인 기술의 핵심적인 위치로 올라서게 된다. 옴니코프는 미국 내의 사법기관에도 로봇을 팔고자 하지만, 여론은 사법기관에 로봇사용을 금지하는 드라이퍼스 조항을 근거로 부정적인 입장을 보인다. 옴니코프 CEO 레이먼드 셀러스는 마케팅팀에게 과학자인 데넷 노턴 박사와 협력하여 인간과 기계를 조합한 새로운 경찰관을 만들라고 주문하고, 그들은 제품의 원형이 될 만한 치유가 어려운 부상을 입은 경찰관을 찾게 된다.
한편, 경찰관 알렉스 머피는 범죄집단 두목 앤트완 밸런이 시킨 자동차 폭탄 공격으로 인해 심각한 부상을 당한다. 노턴 박사는 로보캅 프로그램의 적임자로 머피를 선택하고, 그의 아내 클라라의 동의를 얻어 머피에게 로보캅 수트와 소프트웨어를 장착시킨다. 알렉스는 처음엔 이러한 모습을 보고 다시 살아가는 것을 거부했지만, 아내와 아들을 위해 살아가야 한다는 노턴의 설득을 받아들인다. 옴니코프의 군사 전술가인 릭 매톡스는 알렉스가 완벽한 기계로봇만큼 효율적이지는 않을 것이라 여기며 알렉스의 능력에 대해 회의적인 입장을 보인다. 더 나은 알렉스의 업무수행을 위해 노턴은 실제 프로그램을 실행에 옮길 때 알렉스의 전술적 결정이 노턴에 의해 움직이도록 알렉스의 뇌를 조작한다.
로보캅 기자회견 발표를 준비하는 도중 알렉스는 갑작스럽게 감정적인 느낌에 휩싸이게 되고, 노턴이 그의 뇌에 경찰 데이터베이스 정보를 업로딩하는 사이에 발작을 일으키게 된다. 시간에 쫓긴 노턴은 알렉스가 더 이상 감정을 느끼지 못할때까지 도파민 수치를 낮춤으로써 뇌의 화학작용을 개조한다. 이러한 통제 하에 알렉스는 기자회견에 참석하지만, 알렉스는 그를 기다리던 아내와 아들을 알아보지 못하고 대중들 앞에서 범죄자들을 잡아들인다. 로보캅 홍보의 성공과 함께 디트로이트의 범죄율은 극적으로 감소하게 되었고, 드라이퍼스 조항에 대한 여론이 선회하게 된다. 노턴은 알렉스의 아내와 아들이 알렉스와 만나지 못하도록 지시받는다.
클라라는 알렉스가 경찰서를 떠나려고 할 때 극적으로 만나게 되어 그의 아들 데이비드의 악몽에 대해 말한다. 알렉스는 떠나지만, 곧 그의 프로그래밍을 거부하고 가정으로 관심을 돌린다. 알렉스는 그의 사고가 담긴 CCTV 장면을 검토하고 그의 아들이 그의 몸을 본 후 충격을 받은 것을 알아챈다. 알렉스는 복수를 다짐하고 밸런을 뒤쫓는다. 밸런의 은신처에서 밸런은 알렉스를 거의 죽일 뻔 했지만 실패하고 알렉스의 총에 맞게 된다. 알렉스는 경찰서에서 부패 경찰 중 한 명을 체포하고 다른 한 명에게는 총격을 가한다. 알렉스가 경찰서장을 막 체포하려고 할 때 매톡스는 원격조정을 통해 알렉스의 움직임을 정지시키고 옴니코프로 다시 데려간다.
셀러스는 경찰의 실수를 인정한 로보캅에 감사를 표하고 '드론은 부패하지 않는다'라는 것을 지적한 텔레비전 진행자 팻 노박을 통해 일련의 사건전환을 그에게 유리하게 전개시킨다. 압도적인 지지를 동반한 투표로, 드라이퍼스 조항의 폐기가 진행된다. 클라라는 기자회견에 가서 알렉스를 볼 수 있게 해달라고 강력하게 요구하지만, 셀러스는 알렉스를 만나는 것은 더 이상 유익하지 않다고 하며 클라라를 막는다. 그리고 알렉스에게 행해진 모든 일들이 폭로될까 두려워 매톡스에게 알렉스를 죽이라고 지시한다. 노턴은 실험실에 먼저 도착하여 알렉스를 소생시킨 뒤 그에게 모든 것을 얘기한다. 알렉스는 배신당한 것을 느끼고 셀러스를 뒤쫓는다.
셀러스는 옴니코프 건물을 봉쇄하고 드론으로 무장한다. 알렉스는 그의 전 파트너 잭 루이스와 다른 경찰관들의 도움으로 건물 안으로 진입한다. 클라라와 데이비드를 인질로 잡고 헬기가 도착하기로 되어있는 지붕에 알렉스가 도달하는 동안, 루이스는 매톡스에 총격을 가하고, 알렉스의 프로그램은 셀러스를 체포하는 것을 방해하지만 그는 이를 이겨내고 사격을 가하여 사살한다.
옴니코프 모기업인 OCP는 드론과 로보캅 프로그램의 재고를 결정한다. 회장은 로보캅 프로그램을 통해 그들이 행한 모든 것을 고백한 노턴의 증언에 근거하여 드라이퍼스 조항의 폐기를 거부한다. 알렉스는 노턴의 실험실에서 자신의 몸이 새롭게 만들어지는 동안 클라라와 데이비드를 기다린다.

## 출연
- 요엘 킨나만 - 알렉스 제임스 머피 / 로보캅

디트로이트 경찰관이었으나 폭발 사고로 화상을 입고 사이보그인 로보캅으로 재탄생한다.
- 게리 올드먼 - 데넷 노턴

로보캅을 만든 박사.
- 마이클 키턴 - 레이먼드 셀러스

옴니코프의 CEO.
- 새뮤얼 L. 잭슨 - 팻 노박

'노박 엘리먼트'의 진행자.
- 애비 코니시 - 클라라 머피

알렉스 머피의 아내.
- 존 폴 루턴 - 데이비드 머피

알렉스 머피의 아들.
- 제니퍼 일리 - 리즈 클라인

옴니코프의 법무팀장.
- 제이 배러셜 - 톰 포프

옴니코프의 마케팅팀장.
- 재키 얼 헤일리 - 릭 매톡스

옴니코프에서 생산된 로봇들을 관리하고 있다.
- 패트릭 게도우 - 앤트완 밸런

- 마리애나 장바티스트 - 카렌 딘

디트로이트 경찰국장.
- 마이클 K. 윌리엄스 - 잭 루이스

알렉스 머피의 전 파트너.
- 더글러스 어번스키 - 듀런트

디트로이트 시장.
- 에이미 가르시아 - 재 킴

데넷 노튼과 함께 옴니코프에서 일하는 과학자.
- 자크 그레니어 - 허버트 드라이퍼스

미국 상원의원.

## 같이 보기
- 로보캅